# 福岡県立大牟田北高等学校
福岡県立大牟田北高等学校（ふくおかけんりつおおむたきたこうとうがっこう）は、福岡県大牟田市大字吉野にある、男女共学の公立の高等学校。

## 概要
歴史
1913年（大正2年）創立の「福岡県三池郡立実科高等女学校」を前身とする。1948年（昭和23年）の学制改革により、新制高等学校となった。現校名になったのは1949年（昭和24年）。長く全日制課程普通科を有していたが、2021年（令和3年）4月入学生より、フレックス3部制（午前・午後・夜間）定時制課程普通科・単位制を導入した。2023年（令和5年）に創立110周年を迎えた。
設置課程・学科
定時制課程 普通科 単位制
校訓
「誠実・勤勉・協同」
校章
クヌギの3枚の葉と八稜鏡（八咫鏡）を組み合わせたものを背景にして、中央に「髙」の文字を配している。
校歌
作詞は古賀倉次、作曲は塚本敏子による。歌詞は3番まであり、歌詞中に校名は登場しない。
制服
制服は男子は黒の学生服、女子はセーラー服であったが、2013年度から男女とも紺のブレザーに変更された。
同窓会
「藤蔭会」と称している。

## 沿革
高等女学校時代
- 1912年（大正元年）11月 - 福岡県三池郡立実科高等女学校の設立が認可される。
- 1913年（大正2年）4月25日 - 「福岡県三池郡立実科高等女学校」（4年制）として開校。103名が入学。
- 1915年（大正4年）11月 - 大正天皇御大典を記念して藤の木を植樹。同窓会の名称の由来となっている。
- 1916年（大正5年）4月1日 - 「三池郡立三池高等女学校」に改称。
- 1917年（大正6年）
  - 3月 - 第1回卒業式を挙行。92名が卒業。
  - 4月 - 「大牟田市立高等女学校」に改称。
- 1918年（大正7年）4月1日 - 県立移管により、「福岡県立大牟田高等女学校」に改称。
- 1919年（大正8年）4月 - 校訓「誠実・勤勉力行・協同一致」を制定。
- 1922年（大正11年）
  - 3月 - 講堂が完成。
  - 4月 - 制服に洋服を採用。
- 1925年（大正14年）4月1日 - 「福岡県大牟田高等女学校」に改称。
- 1928年（昭和3年）10月 - 創立15周年を記念して校歌を制定。
- 1936年（昭和11年）6月 - 校訓「自彊・方正・優雅」を制定。
- 1940年（昭和15年）12月 - 校旗を制定。
- 1945年（昭和20年）7月 - 焼夷弾攻撃により校舎が全焼。分散授業を余儀なくされる。
- 1946年（昭和21年）4月 - 5年制[2]となる（4年で卒業することもできた）。
- 1947年（昭和22年）
  - 4月 - 仮校舎が完成し、全生徒を収容し、授業を開始。
    - 高等女学校としての募集を停止（1年生不在）
    - 学制改革の経過措置により、新制中学校を併置（以下・併置中学校）し、高等女学校1・2年修了者を新制中学校2・3年生として収容。
    - 高等女学校3・4年生修了者は高等女学校に在籍し、4・5年生となる。

  - 5月 - 三井鉱山会社との間に、旧校地と甘木山新校地との交換および整地交換が成立。
- 1948年（昭和23年）3月31日 - 高等女学校が廃止される。

新制高等学校
- 1948年（昭和23年）
  - 4月1日 - 学制改革により、新制高等学校「福岡県立大牟田女子高等学校」と改称。
    - 併置中学校を継承し、1946年（昭和21年）に高等女学校へ最後に入学した3年生のみとなる。
    - 併置中学校を卒業した生徒（3年修了者）と新入生で、高校1年を編成。
    - 高等女学校4・5年修了者の希望者から、高校2年・高校3年を編成。

  - 6月 - 定時制課程の設置が認可される。
  - 8月1日 - 定時制課程を設置。
  - 9月30日 - 甘木山校舎（第1棟）が完成。
  - 10月 - 附設臨時教員養成所を設置。
- 1949年（昭和24年）
  - 3月31日 - 最後の卒業生を送り出し、併置中学校を廃止。これにより旧制中等教育学校5年制から新制高等学校3年制へ完全移行。
  - 4月1日 - 全日制課程普通科、男女共学の3年制高等学校として認可される。学区制に移行。
  - 8月31日 - 「福岡県立大牟田北高等学校」（現校名）と改称。
- 1950年（昭和25年）
  - 3月 - 定時制課程および臨時教員養成所を廃止。
  - 10月 - 校旗・校章・胸章・帽章を制定。
- 1952年（昭和27年）11月 - 新校歌を制定。
- 1959年（昭和34年）2月 - 甘木校舎に藤を移植。
- 1960年（昭和35年）8月 - プールが完成。
- 1963年（昭和38年）4月 - 本館（管理棟）が完成。
- 1965年（昭和40年）11月 - 生徒集会所（食堂）が完成。
- 1967年（昭和42年）3月 - 体育館・部室が完成。
- 1969年（昭和44年）3月 - 芸術・家庭科棟が完成。
- 1971年（昭和46年）
  - 3月 - 社会科棟が完成。
  - 11月 - 福岡県立高等学校通学区域の改訂により、通学区域を変更。
- 1973年（昭和48年）
  - 4月 - 弓道場が完成。
  - 8月 - 理科棟・進路指導室が完成。
- 1975年（昭和50年）2月 - 記念庭園「湊心台」が完成。藤棚を造成。
- 1978年（昭和53年）12月 - 柔剣道場が完成。
- 1980年（昭和55年）6月 - 図書館が完成。
- 1981年（昭和56年）3月 - 講義室が完成。
- 1982年（昭和57年）
  - 3月 - 校訓「誠実・勤勉・協同」を制定。テニスコート横に部室が完成。
  - 10月 - 校訓碑が完成。
- 1990年（平成2年）4月1日 - 普通科英語コースを設置。
- 1992年（平成4年）4月 - エンブレムを制定。校樹・校花に「藤」を制定。
- 1993年（平成5年）3月 - 弓道場を改築。通学道路を拡幅。
- 1994年（平成6年）4月 - ブロンズ像「燦燦」が食堂横に完成、
- 1996年（平成8年）4月 - セミナーハウス「陽翔館」が完成。
- 1998年（平成10年）4月1日 - 普通科英語コースを改編の上、国際教養コースを設置。
- 2000年（平成12年）3月 - 体育館前の造園が完了。
- 2004年（平成16年）3月 - 体育館の大規模改造工事が完了。
- 2012年（平成24年）11月 - 創立100周年記念式典を挙行。
- 2013年（平成25年）4月 - 新制服を導入。
- 2014年（平成26年）4月 - 校是「目指せ 自己ベスト! ～人は自分が思う以上に、輝けると思う。～」を制定。
- 2016年（平成28年）
  - 3月 - 甘木山校舎（旧校舎）の閉校舎式を挙行。
  - 4月 - 吉野校舎（現校舎、旧・大牟田商業高等学校跡地）に移転の上、開校舎式を挙行。絵画「甘木山から雲仙を臨む」が寄贈される。
- 2017年（平成29年）7月 - 押花「甘木の思い出」が寄贈される。
- 2018年（平成30年）7月 - 太陽光発電パネルを設置。
- 2021年（令和3年）3月 - 全日制課程の募集を停止し、フレックス3部制（午前・午後・夜間）単位制定時制に改編[3]。
- 2023年（令和5年）3月31日 - 全日制課程を廃止。フレックス3部制（定時制）に完全移行。

## 著名な卒業生
- 日野晃博 - 「レベルファイブ」社長
- 内田麟太郎 - 児童文学作家
- 桜井龍子 - 最高裁判所判事
- 島田智哉子 - 元参議院議員
- 下地敏雄 - 教育アドバイザー
- 西田良子 - 児童文学研究者
- 萩尾望都 - 漫画家。女子美術大学客員教授。文化功労者。2012年春に少女漫画家では初となる紫綬褒章を受章。
- 西山芳喜 - 法学者。九州大学大学院法務学府長（法科大学院長）。弁護士。
- 室井秀子 - 元衆議院議員

## 交通アクセス
最寄りの鉄道駅
- JR鹿児島本線「吉野駅」より徒歩10分
- 西鉄 天神大牟田線「倉永駅」より徒歩16分

最寄りのバス停
- 西鉄バス大牟田「吉野原」バス停より徒歩4分

最寄りの幹線道路
- 福岡県道782号倉永三池線

## 周辺
- 国立病院機構大牟田病院
- 福岡県立ありあけ新世高等学校
- 明光学園中学校・高等学校